# Chiesa del Santissimo Rosario (Licodia Eubea)
La chiesa del Santissimo Rosario sorge a Licodia Eubea in piazza Garibaldi.

## Storia

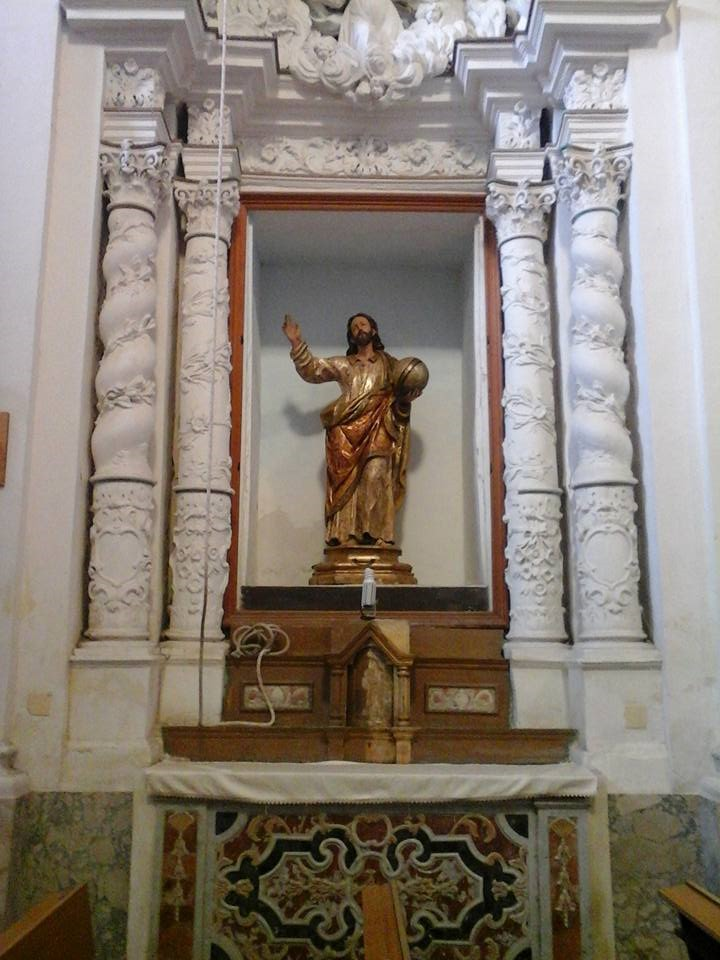
Altare del Santissimo Salvatore, Chiesa del Rosario, Licodia Eubea

La chiesa del Rosario, si trova in piazza Garibaldi annessa all'attuale palazzo municipale, che fino agli anni '60 del XIX secolo fu il convento dei Padri Domenicani, intitolato al Santissimo Salvatore.
I frati di San Domenico si stabilirono a Licodia già nel 1420, periodo in cui si posero ad amministrare la chiesetta e la confraternita del Santissimo Salvatore. Nello stesso tempo i frati si diedero subito all'ampliamento del loro convento e della chiesa. Nel 1430 i lavori di ingrandimento furono terminati con il finanziamento del marchese di Licodia Ponzio Santapau. Alla riapertura del nuovo convento e della chiesa, il tempio venne consacrato sotto il titolo della Madonna del Rosario e il monastero sotto quello di San Domenico.
Nel 1495 il convento dei domenicani di Licodia, era molto importante e fiorente e rendeva moltissimo alla provincia monastica di Sicilia. Con il fortissimo terremoto del 1693 la chiesa del Rosario venne in parte distrutta e ricostruita nello stesso loco nel 1747, come riporta la scritta latina sulla trave esterna del portone centrale che dà accesso al tempio. Con la soppressione del 1860 i Domenicani furono espulsi dai locali, ma vi fecero ritorno nel 1897, quando costruirono un nuovo convento, sempre annesso alla chiesa del Rosario ma nella parte sud. La struttura venne abilitata allo studio teologico e filosofico. Nel 1926 il convento venne chiuso insieme al centro di studi e qualche anno dopo venne venduto al dottor Margheritino Falcone, il quale ne fece una clinica privata sotto la direzione del dottor Giuseppe Di Gregorio.

Oggi la chiesa è funzionante è svolge le sue normali attività sotto la direzione della basilica parrocchiale matrice Santa Margherita di Licodia Eubea.

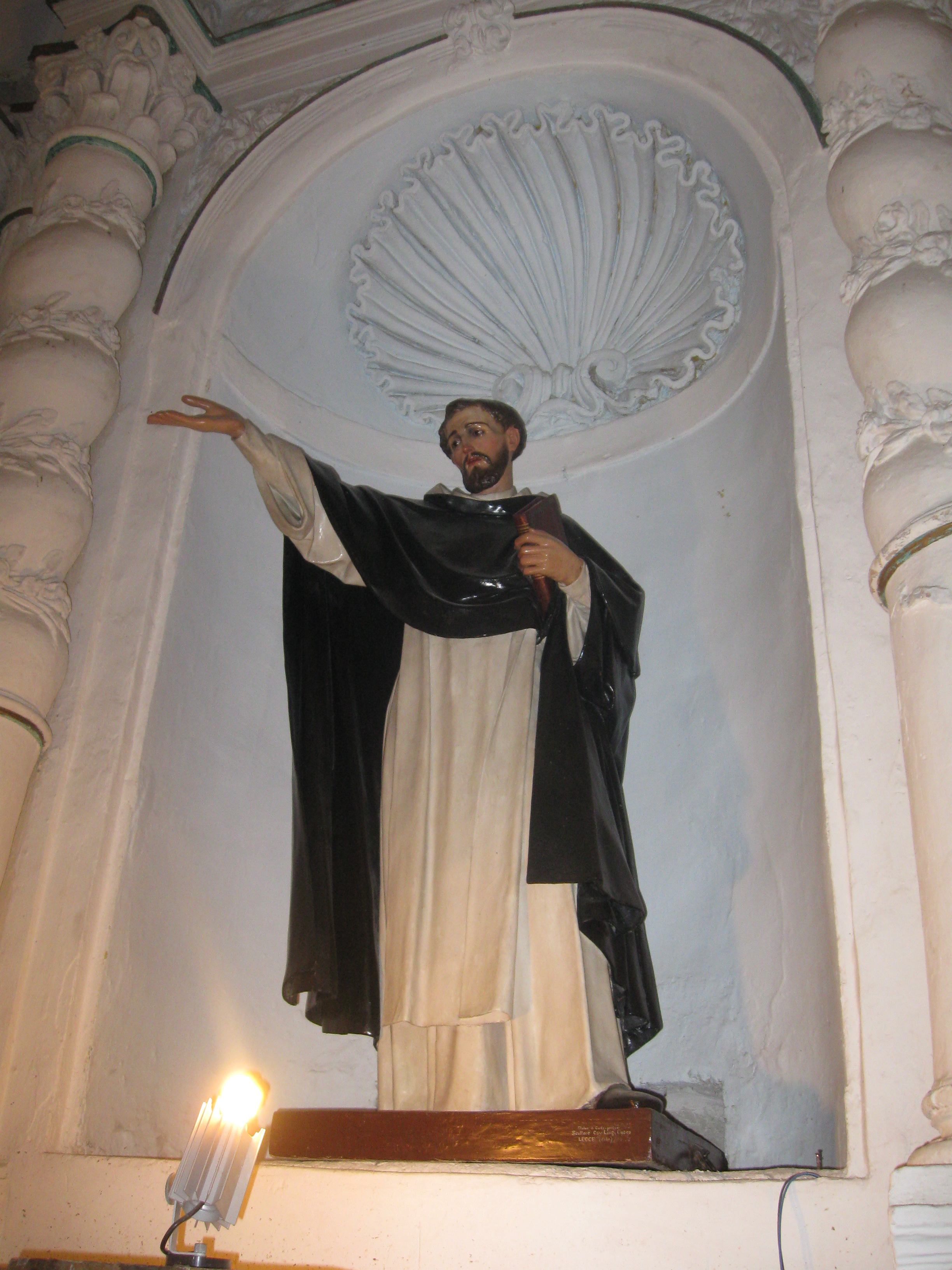
San Domenico, scultura in cartapesta del leccese Luigi Guacci, sec. XX, Chiesa del Rosario, Licodia Eubea

Molti, nel corso dei secoli, i frati domenicani licodiani che si sono distinti, fra cui si ricordano alcune delle ultime figure le cui vocazioni nacquero a cavallo tra Ottocento e Novecento come lo storico Padre Angelo Matteo Coniglione, il fratello Padre Giuseppe, Padre Vincenzo Miano, Padre Ludovico Scollo e Padre Clemente Zappulla. Ultimo rettore della chiesa del Rosario fu il Padre Antonino Audieri che, dopo la vendita del convento, lasciò l'ordine e rimanendo nella sua Licodia.

## Feste
- 7 ottobre Madonna del Rosario (Titolare della Chiesa)
- Mercoledì Santo Processione del Cristo alla Colonna
- Domenica di Pasqua L'Uscita del Cristo Risorto per la Giunta Pasquale con la Madonna